# Нафтогазвидобування
«Нафтогазвидобування» — найбільша українська приватна газовидобувна компанія. Повне найменування — ПрАТ «Нафтогазвидобування». Офіси компанії розташовані в Полтаві і Києві.

## Історія
Компанія заснована в 2003 році. У 2013 році ПрАТ «Нафтогазвидобування» увійшло до складу ДТЕК Нафтогаз.

## Акціонери і керівництво
Основний акціонер компанії — енергетична компанія ДТЕК.
Генеральний директор керуючої компанії ДТЕК Нафтогаз — Ігор Щуров.

## Діяльність
Компанія розробляє ліцензійні ділянки на двох родовищах у Полтавській області — Семиренківському (Шишацький, Миргородський райони) і Мачухському (Полтавський район). Доведені запаси природного газу на цих ділянках складають 25 млрд куб. м, газового конденсату — 2 млн т.
«Нафтогазвидобування» станом на березень 2018 року експлуатує 22 свердловини. З них 20 розташовано на території Семиренківського родовища, 2 — на території Мачухского родовища. Видобутий газ доводиться до товарної кондиції на трьох установках підготовки газу — «Семиренки», «Мачухи» і «Олефірівка».

### Показники діяльності
Обсяг видобутку природного газу за підсумками 2017 року склав 1,65 млрд куб. м, газового конденсату — 55 тис. т.
За 2014—2017 рр. ДТЕК Нафтогаз збільшив видобуток газу в 3,3 раза, а газового конденсату — в 2,8 раза.
Відповідно до довгострокової стратегії, компанія розраховує До 2020 р забезпечити потреби підприємств групи СКМ (до якої входить ДТЕК) в природному газі.

### Інвестиційні проєкти
Станом на березень 2017 року «Нафтогазвидобування» веде буріння двох нових свердловин. Протягом 2014 р. також планується розпочати буріння ще шести нових свердловин, що дозволить забезпечити значний приріст видобутку газу і конденсату. Загалом інвестиції в буріння і запуск в експлуатацію нових свердловин в 2014 р. перевищать 700 млн грн.
«Нафтогазвидобування» здійснює інші інфраструктурні проєкти: веде будівництво нових газопроводів, ліній електропередачі, трансформаторної підстанції, доріг тощо.
Вперше у своїй історії в 2013 р. «Нафтогазвидобування» розпочало реалізацію програми геолого-технічної оцінки стану пластів, свердловин і територій. Її результати дозволять з високою точністю визначити, як досягти максимальної продуктивності пластів, що розробляються, і де розміщувати проєктні точки для буріння.

### Охорона праці, промислова безпека, екологія
В 2013—2014 рр. «Нафтогазвидобування» не допустило жодного випадку виробничого травматизму серед співробітників.
В 2013—2014 рр. було проведено моніторинг навколишнього природного середовища на території Семиренківського і Мачухського родовищ, де працює компанія. Його результати підтвердили, що вплив діяльності компанії на ґрунт, повітря і воду мінімальний.
В кінці 2013 р. компанія розпочала впровадження системи управління охороною праці та промислової безпеки ISO 14001:2007 та системи екологічного менеджменту OHSAS 18001:2007.

### Соціальне партнерство
У 2007—2013 рр. за підтримки ПрАТ «Нафтогазвидобування» в Шишацькій центральній районній лікарні (Шишацький район, Полтавська область) було проведено капітальний ремонт пологового відділення, створено відділення анестезіології з ліжками інтенсивної терапії, Центр матері та дитини, а також реконструйовано котельню. Компанія також профінансувала придбання двох санітарних машин для лікарні, ремонт будинку культури в селі Ковалівка (Шишацький район, Полтавська область), придбання меблів та електроприладів для будинку престарілих, інші проєкти.
У листопаді 2013 ПрАТ «Нафтогазвидобування» розпочало вибудовувати системний підхід до соціального партнерства з територіями присутності відповідно до методології та стандартів свого найбільшого акціонера — компанії ДТЕК. Першим кроком стало приєднання Шишацького, Миргородського та Полтавського районів Полтавської області до Декларації соціального партнерства ДТЕК.
У грудня 2013 р. — квітні 2014 р. компанія ініціювала і провела розробку Стратегій соціального партнерства з Шишацьким, Миргородським та Полтавським районами Полтавської області на 2014—2016 рр. У цьому процесі брали участь представники районних та сільських органів влади, громадських організацій, підприємств. У травні Стратегії були затверджені керівництвом компанії і депутатами на сесіях районних рад.
Стратегіями передбачено реалізацію 35 соціальних проєктів. Протягом трьох років на їх здійснення «Нафтогазвидобування» планує виділити 9 млн грн, в тому числі в 2014 р. — 3 млн грн. Для вирішення організаційних питань створено Комітети з управління впровадженням Стратегій..

### Корпоративне волонтерство
У квітні 2013 р. компанія провела першу волонтерську акцію в селі Ковалівка (Шишацький район, Полтавська область) в рамках загальнонаціонального проєкту ДТЕК «Чисте місто». Близько 100 співробітників газовидобувної компанії та членів їхніх сімей взяли участь в облаштуванні та прибиранні центру села за підтримки місцевих жителів.
«Нафтогазвидобування» планує розвивати волонтерство паралельно з реалізацією соціальних проєктів. Наступна волонтерська акція планується до проведення восени 2014 р.